# Trống cái

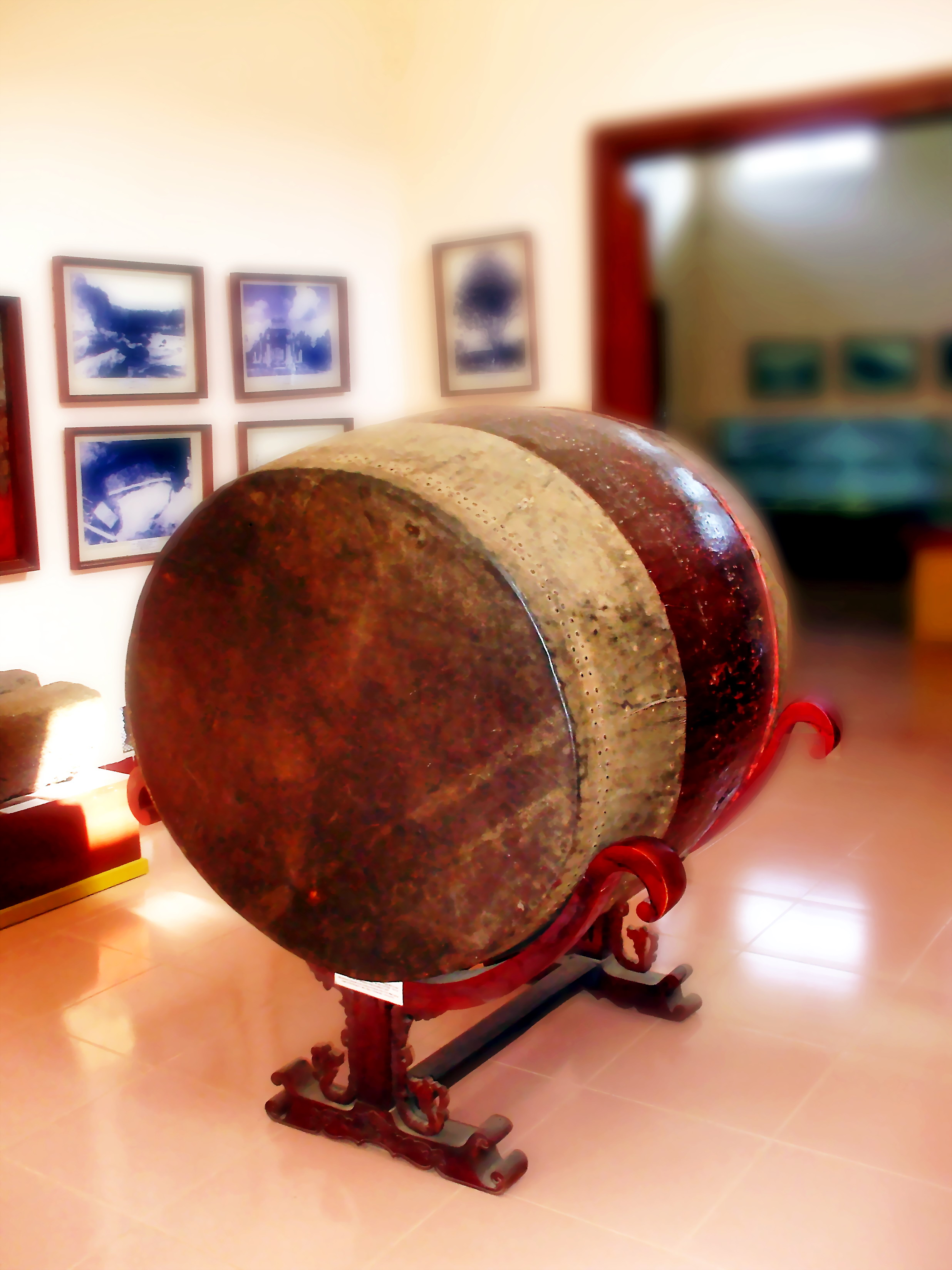
Trống lệnh dùng trong quân đội thời Tây Sơn

Trống cái (trống đại, đại cổ) là nhạc cụ bộ gõ, chi gõ, không định âm, có kích thước lớn, xuất hiện ở khắp Việt Nam từ hàng ngàn năm nay. Dù ở đồng bằng hay miền núi người ta đều nhận ra sự có mặt của trống cái.
Nó không chỉ đơn thuần là một nhạc cụ mà đã trở thành một dụng cụ thông tin trong trường học, quân đội, lễ hội... từ xưa đến nay.

## Cấu tạo
Theo định nghĩa "trống cái" là trống lớn (đại cổ). Người ta thường quy ước loại trống có đường kính mặt từ 50cm trở lên là trống cái. Những chiếc trống kích thước rất lớn, đường kính từ 150cm, tang trống từ 170cm còn được gọi là trống sấm.
Trống cái của các dân tộc Việt Nam có những đặc điểm sau:
- Hai mặt trống bịt da (thường là da trâu, bò), đường kính từ 50cm trở lên, được cố định bằng đinh. Cũng có một số loại trống cái căng dây xạ như trống cơm, điển hình là trống k'thu của dân tộc Cơ Tu[2][3] và trống của dân tộc Ba Na.
- Tang trống bằng gỗ, hình trụ khum, thường ghép từ nhiều mảnh gỗ và cố định bởi hai vòng đai xung quanh để giữ chặt phần thân trống.[4] Một số ít loại trống cái dùng tang liền khối, như trống bát nhã trong chùa và trống cái hơgơr.[5][6]. Các nghệ nhân làng trống Đọi Tam quan niệm: "da trâu tang mít" (tang bằng gỗ mít)[7]; trong khi người Gia Rai thường dùng gỗ sao nguyên khối chế tác trống cái.[5][6]Trống cái tại Khu trưng bày nhạc cụ của Cố NSUT Đức DậuTrống hơgơr, một loại trống cái của dân tộc Ê Đê và Gia Rai. Da trống được bịt đến giữa phần thân.

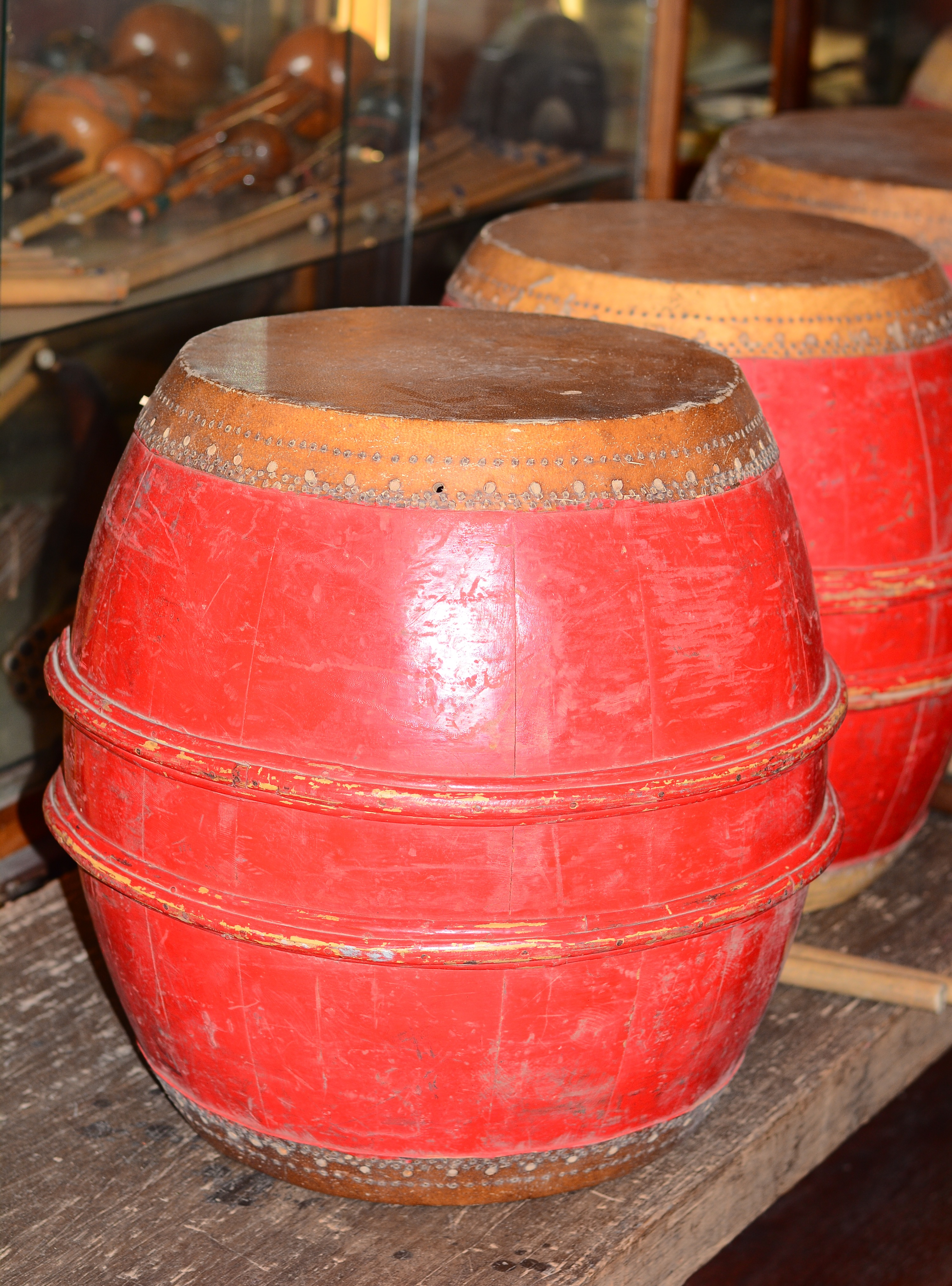
Trống cái tại Khu trưng bày nhạc cụ của Cố NSUT Đức Dậu

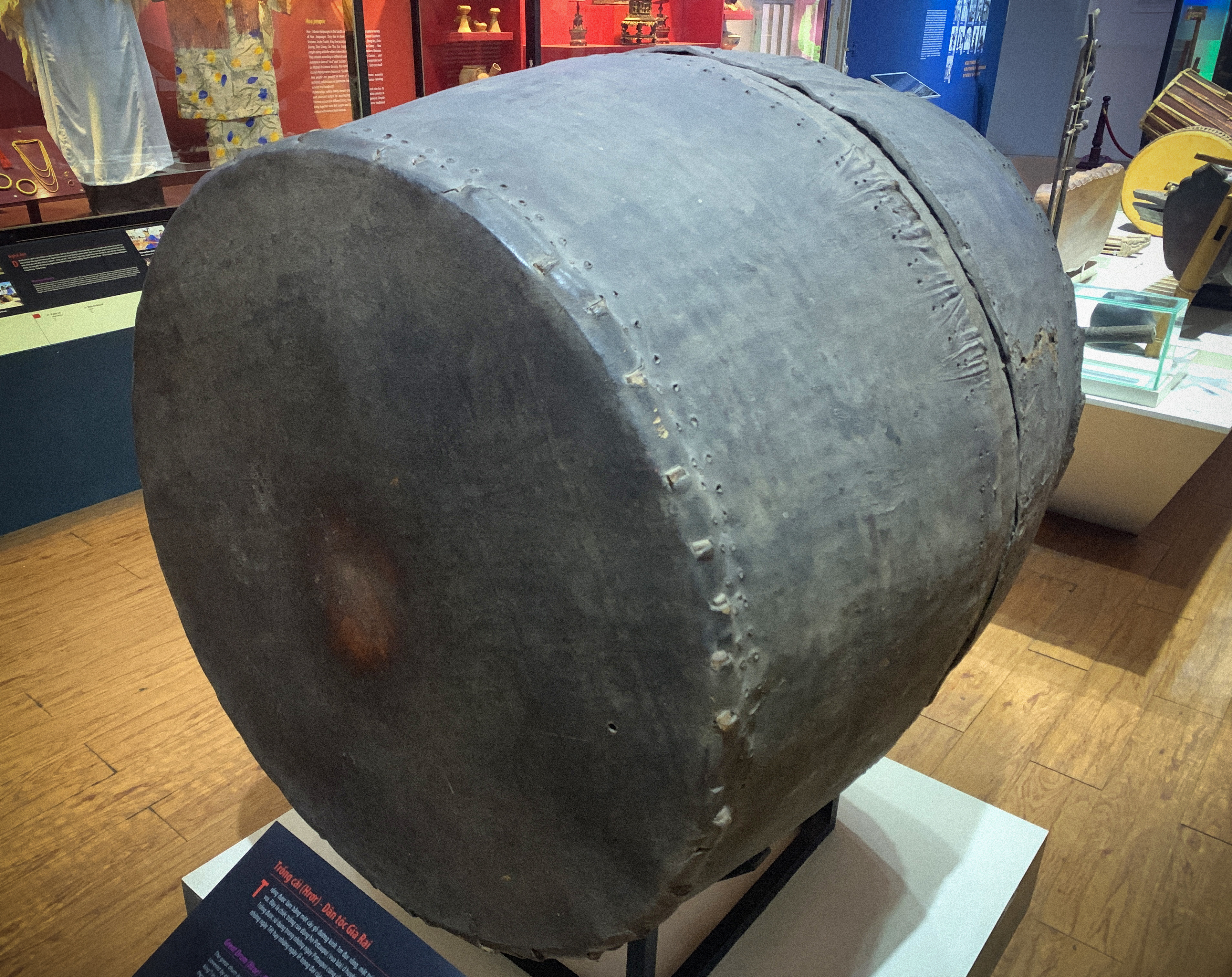
Trống hơgơr, một loại trống cái của dân tộc Ê Đê và Gia Rai. Da trống được bịt đến giữa phần thân.

Trống cái được treo bằng quai xách trên thân trống, hoặc đặt trên giá gỗ hay kim loại. Đối với diễn tấu cồng chiêng (Gia Rai, Ba Na), người ta còn quàng dây đeo trống trước bụng, hoặc treo trên giá và khiêng (như quang gánh), vừa đánh trống dẫn dắt dàn cồng chiêng vừa đi đầu theo vòng tròn xoang.

## Âm thanh
Âm thanh trống trầm và vang xa. Người ta có thể dùng một hoặc hai dùi gỗ để đánh trống (tùy theo tính chất của công việc). Cách đánh trống có nhiều cách: đánh giữa mặt trống, rìa mặt trống hay tang trống,... Mỗi cách đều tạo âm sắc riêng. Có thể đánh nhanh hoặc chậm tùy trường hợp.

Tranh Đông Hồ vẽ cảnh múa lân, các nhân vật trong tranh sử dụng một số nhạc cụ Việt Nam như trống cái, kèn bầu, thanh la

## Sử dụng
Là nhạc cụ hòa tấu dùng trong sinh hoạt tín ngưỡng, trong biểu diễn nghệ thuật và thông tin trong cộng đồng (báo động, điểm giờ, cổ động...). Nghi lễ đánh trống khai giảng năm học mới đã trở thành một phần không thể thiếu trong văn hóa Việt Nam ngày nay.
Vào thế kỷ 15 và 16 trống cái đã xuất hiện trong các dàn nhạc như Đường thượng chi nhạc và Nhã nhạc. Đến thế kỷ 18 người ta nhận thấy sự có mặt của nó trong dàn nhạc lễ và trong các ban nhạc sân khấu như tuồng, chèo để tạo không khí kịch tính. Tại Tây Nguyên, trống cái tham gia hòa tấu với dàn nhạc cồng chiêng, còn ở Tây Bắc nó xuất hiện trong đám múa sư tử, điệu xòe hoa (của người Thái).
Trống cái là nhạc cụ chủ đạo trong Hát Xoan Phú Thọ, đóng vai trò giữ nhịp. Góp mặt trong sân khấu Hát bội, bên cạnh trống chiến cũng có một chiếc trống cái, gọi là trống chầu, có vai trò đánh giá diễn xuất của nghệ sĩ (tương tự trống chầu trong Ca trù có kích thước như trống đế).